# Парашутно-десантна рота
Парашу́тно-деса́нтна рота — тактичний підрозділ повітряно-десантних та аеромобільних військ, який організаційно входить до складу парашутно-десантного батальйону та призначений для ведення бою в тилу противника.
Рота десантується в тил противника і веде бойові дії, як правило, у складі парашутно-десантного батальйону. В окремих випадках рота після десантування може діяти самостійно: забезпечувати захоплення і утримання майданчика приземлення для висадки основних сил десанту; діяти в розвідувальному загоні або в бойовій рухомій охороні; вести розвідувально-диверсійні дії; виконувати завдання щодо прикриття флангів і тилу десанту при захопленні об'єкта або при здійсненні рейду; влаштовувати засідки на ймовірних шляхах підходу резервів противника.
Залежно від місця у бойовому порядку батальйону, характеру завдання, що виконується і інших умов обстановки парашутно-десантній роті можуть додаватися артилерійська (реактивна, мінометна) батарея (взвод), батарея (взвод) САО 2С9 «Нона», взвод ПТКР, інженерно-саперний взвод, відділення радіаційної та хімічної розвідки й стрільці-зенітники.
До складу парашутно-десантного роти входять: командир роти, заступник командира роти, заступник командира роти з виховної роботи, старшина роти, старший технік роти, відділення управління та 3 парашутно-десантних взводи по 22 десантника в кожному у загальній кількості 76 військовослужбовців повітряно-десантних (аеромобільних) військ.
Основною формою тактичних дій парашутно-десантної роти в тилу противника є бій.
Бій — єдиний засіб досягнення перемоги над противником. Залежно від отриманого завдання і умов обстановки парашутно-десантна рота може вести в тилу противника наступальні та оборонні дії.
Наступ є основним видом бойових дій підрозділів повітряного десанту. Він ведеться для знищення противника і захоплення його об'єктів, районів та рубежів.
Рейд  — різновид наступальних дій. Він здійснюється усім складом десанту або часткою сил стрімко і приховано для захоплення або знищення (виводу з ладу) раніше визначених або знов виявлених важливих об'єктів противника, дезорганізації управління військами і системи роботи тилу, а також для виходу в новий район бойових дій. Рейд є однією з форм тактичних дій повітряного десанту в тилу противника, що поєднує: відрив від противника, висування підрозділів повітряного десанту до визначених об'єктів, атаку або наліт на них, знищення (вивід з ладу) об'єктів, руйнування інженерних споруд та інші способи дій.
У ході рейду парашутно-десантна рота може вести зустрічний бій. Він виникає тоді, коли обидві сторони прагнуть виконати поставлені завдання шляхом наступу. Його ціль  — розгром противника, що наступає, в короткі терміни, захоплення ініціативи та створення вигідних умов для подальших дій.
Оборона — вид бою, застосовується для утримання захоплених районів, рубежів і об'єктів до підходу військ, що наступають з фронту, відбиття наступу сил противника, що перевершують з метою створення вигідних умов для виконання отриманого завдання. До оборони парашутно-десантні роти можуть переходити навмисно або вимушено. Мета навмисного переходу до оборони  — утримання захоплених районів і рубежів до підходу військ, що наступають з фронту. Вимушена оборона ротою застосовується з метою завдання поразки силам противника, що перевершують і створення вигідних умов для виконання завдань.
Десантування парашутно-десантної роти в тил противника здійснюється парашутним або посадочним способом з одного аеродрому на один майданчик приземлення (аеродром).
Рота, залежно від умов обстановки, діє в похідному, передбойовому і бойовому порядках.
Похідний порядок — це побудова підрозділів у колонах на дистанціях, визначених статутом або наказом командира для пересування, не пов'язаного безпосередньо з веденням бою. Похідний порядок застосовується при здійсненні маршу у вихідному районі для десантування, при висуненні до об'єктів, при здійсненні маневру на полі бою, при виході в район (пункт) збору після виконання найближчого завдання і при здійсненні рейду в тилу противника.
Передбойовий порядок — побудова парашутно-десантної роти в розчленованих по фронту і в глибину колонах парашутно-десантних взводів із засобами посилення. Він застосовується при висуненні до об'єкта захоплення, при діях в резерві, здійсненні маневру, в ході рейду і у зустрічному бою. Передбойовий порядок роти може бути побудований в лінію взводів, уступом праворуч або ліворуч, кутом вперед або назад.
Бойовий порядок — побудова парашутно-десантної роти для ведення бою.